# Caterina Assandra
Caterina Assandra, née vers 1580 et morte après 1618, est une compositrice et nonne bénédictine italienne.

## Biographie
Caterina Assandra est née à Pavie. Elle devint une organiste célèbre et publia de nombreuses œuvres durant sa vie,.
Assandra composa plusieurs motets et pièces pour orgue, écrites en German tablature. Elle étudia le contrepoint avec Benedetto Re, un des principaux enseignants de la cathédrale de Pavie, qui lui dédia une pièce en 1607. Re était peut-être un catholique allemand exilé. Les talents musicaux d'Assandra furent remarqués tôt dans sa carrière par l'éditeur Lomazzo.
En 1609, Assandra prononça ses vœux et entra au monastère bénédictin de Sant'Agata à Lomello, en Lombardie. Elle prit comme nom religieux Agata et continua à composer, entre autres des motets dans le nouveau style concertato à Milan en 1609, un Salve Regina imitatif à huit voix en 1611, et un motet, Audite verbum Domini pour quatre voix en 1618. Les motets d'Assandra furent parmi les premiers dans un style romain à être publiés à Milan, comme le remarque Borsieri. Elle composa des œuvres très traditionnelles et des œuvres plus innovantes comme Duo seraphim. Son motet O Salutaris hodie, inclut dans Motetti op. 2, est une des premières pièces à utiliser un violone.

## Œuvres, publications et enregistrements
- Op. 1 est perdu. Il est possible que ses deux motets Ave Verum Corpus et Ego Flos Campi, viennent de ce volume.
- Motetti à due, & tre voci, Op. 2, dédié à G. B. Biglia, le Cardinal de Pavie, 1609.
- Il Canto delle Dame, un enregistrement en 2010 par Maria Cristina Kiehr, Jean-Marc Aymes, et Concerto Soave, inclut quatre pièces du Motetti de 1608 : Duo Seraphim, Canzon a 4, O quam suavis et O salutaris hostia.